# Peter Böni
Peter Böni (* 1955) ist ein Schweizer Physiker und Professor an der TU München, der in der Grundlagenforschung der kondensierten Materie arbeitet. Im Jahr 2009 konnte Böni zusammen mit seinem Doktoranden Sebastian Mühlbauer und Kollegen  der Forschungs-Neutronenquelle Heinz Maier-Leibnitz den ersten experimentellen Nachweis eines magnetischen Skyrmionengitters in dem Metall Mangansilizium erbringen.

## Leben und Wirken
Peter Böni studierte an der ETH Zürich Physik und machte dort auch seine Doktorarbeit. Es schloss sich ein Forschungsaufenthalt am Brookhaven National Laboratory (USA) an, bevor er am Paul-Scherrer-Institut in der Schweiz stellvertretender Leiter der Sektion Neutronenstreuung wurde. Er nahm dann den Ruf auf die Professur an der TU München an. Unter seinen Forschungsaktivitäten fiel u. a. der erste experimentelle Nachweis eines Skyrmionengitters in dem magnetischen Metall Mangansilizium auf. Die 2009 veröffentlichte Arbeit inspirierte in der Folge viele weitere Veröffentlichungen, in denen Skyrmionengitter auch in anderen Materialklassen nachgewiesen wurden.

## Auszeichnungen
- 1992: IBM Prize of the Swiss Physical Society[7]